# Fryderyk III von Aufseß

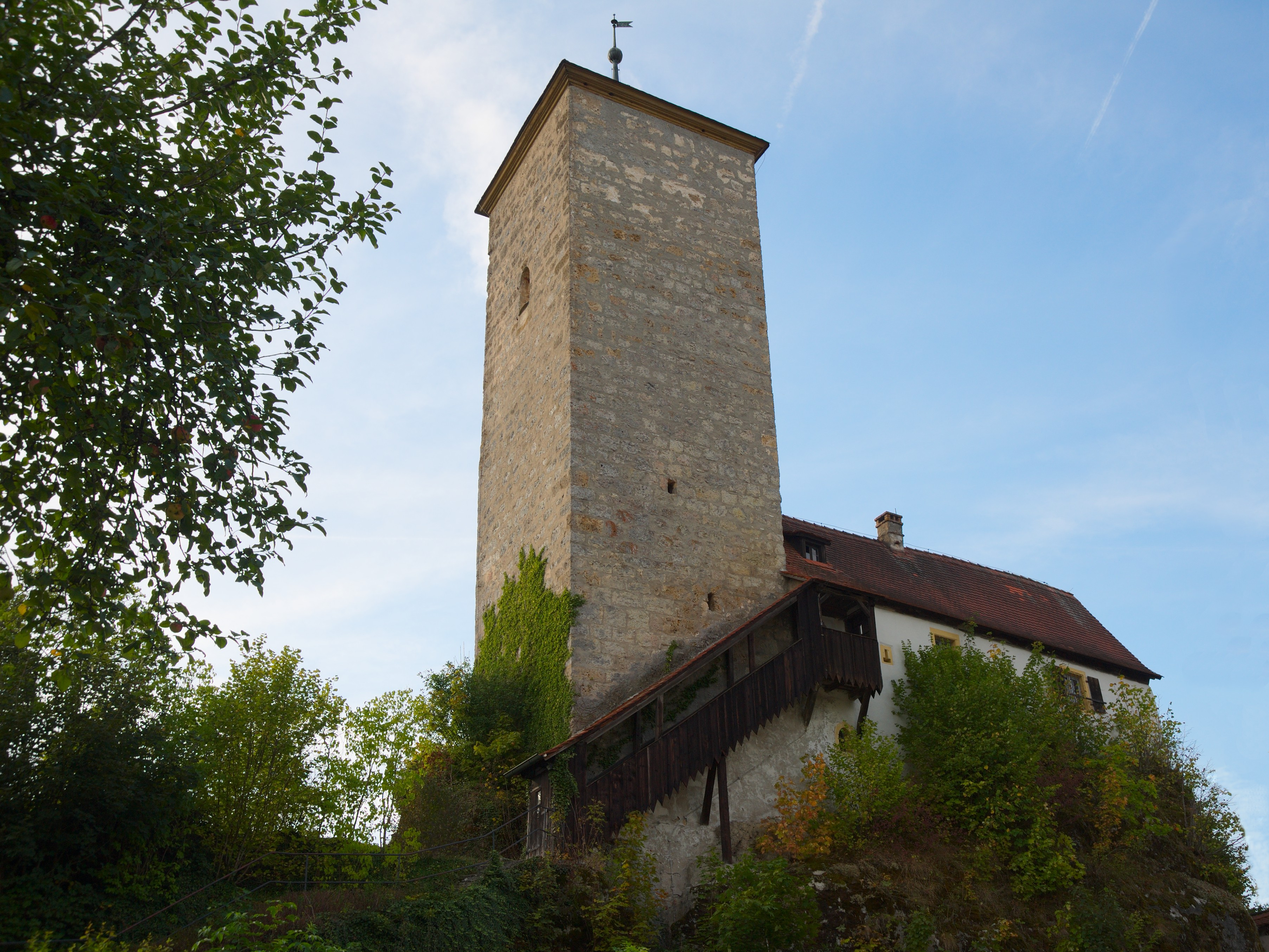
Zamek Unteraufseß

Fryderyk III von Aufseß (ur. ok. 1380, zm. 26 lutego 1440) – biskup Bambergu w latach 1421–1431.
Pochodził ze szlachty frankońskiej, rodu von Aufseß (od miejscowości Aufseß i zamku Oberaufseß w powiecie Bayreuth). Innym przedstawicielem tej rodziny wśród bamberskich kanoników był Jobst Bernhard von Aufseß (1671–1738).
Za jego rządów, w czasie wojen husyckich, biskupie księstwo bamberskie zostało najechane i splądrowane przez husytów. Poza tym doszło do konfliktu z mieszczanami Bambergu. Wskutek tych przeciwności Fryderyk III zrezygnował w 1431 roku z funkcji biskupa. Jego następcą został Anton von Rotenhan. Fryderyk zmarł dziewięć lat później.